# Erebina simplex
Erebina simplex är en fjärilsart som beskrevs av Felix Bryk 1945. Erebina simplex ingår i släktet Erebina och familjen praktfjärilar. Inga underarter finns listade i Catalogue of Life.